# Domo Bolivariano de Barquisimeto
El Domo Bolivariano de Barquisimeto (a veces conocido simplemente como «Domo Bolivariano») es un pabellón o arena cubierto multiuso construido en 1981 y 1982 utilizado básicamente para el baloncesto. Sirve de sede para el equipo local Guaros de Lara uno de los diez pertenecientes a la Liga Profesional de Baloncesto de Venezuela.
Está ubicado en la avenida Libertador entre calles 37 y 39 Barquisimeto en el estado Lara al centro-occidente de Venezuela. Es una instalación de propiedad pública administrada por el gobierno del estado Lara a través de Fundela (Fundación para el Deporte del Estado Lara). Fue bautizado así en honor al Libertador de Venezuela Simón Bolívar. 
El domo tiene capacidad aproximada para 10 000  espectadores. Posee oficinas administrativas, áreas de competencia, vestuarios baños, restaurantes, cafetines, servicio de enfermería, gimnasio, depósitos, dos canchas alternas, dos estacionamientos y un total de dos entradas con 4 puertas de acceso cada una. El Domo puede ser usado alternativamente para practicar otros deportes como el fútbol sala,  balonmano, voleibol, boxeo y Hockey de sala, pero también ha sido usado para eventos culturales, conciertos, convenciones, exposiciones, entre otras actividades.

## Historia
El recinto deportivo fue proyectado para los Juegos Bolivarianos de 1981 pero fue totalmente inaugurado solo hasta abril de 1982 siendo sometido a varios remodelaciones a lo largo de su historia. En 2007 se realizaron en el lugar una serie de conciertos y eventos especiales con motivo de la Copa América Venezuela 2007. (Que se jugó en el Estadio Metropolitano de Futbol de Lara)
En 2011 fue sede del Campeonato Panamericano de Balonmano Juvenil, en 2012 del Campeonato Sudamericano de Baloncesto Femenino y allí se disputó la final de la Liga de Las Américas tanto en el año 2016 como en el año 2017. Además de los  juegos clasificatorios a la Copa del Mundo de Baloncesto de 2023.
En 2022 fue sometido a un nuevo proceso de Remodelación con uno costo de 9100 petros (unos 546.000 dólares estadounidenses) a cargo de 16 instituciones diferentes de la gobernación del Estado Lara. Esta incluyó la instalación de un nuevo aire acondicionado, mejoras en el tabloncillo, luminarios, reparación de la planta eléctrica, reparación de la parada de transporte público, ornato y áreas verdes, entre otras mejoras.